# Sonny Geraci
Emmett Peter "Sonny" Geraci (22 de noviembre de 1946 - 5 de febrero de 2017) fue un músico y cantante estadounidense, más conocido como vocalista de los grupos musicales The Outsiders y Climax.

## Biografía
Geraci se dio a conocer como vocalista original de The Outsiders, una banda de Cleveland, Ohio. The Outsiders grabó para Capitol Records, consiguiendo cuatro éxitos en el Top 40: "Time Won't Let Me", "Respectable (What Kind of Girl Is This)", "Girl in Love", y "Help Me Girl", que fue arreglado por Chuck Mangione.
La canción de mayor éxito de Geraci fue "Precious and Few" (lanzada por primera vez como sencillo el 16 de julio de 1971) como vocalista principal de Climax, que alcanzó el número 3 en las listas de éxitos de Billboard.
Climax lanzó su álbum debut, "Climax featuring Sonny Geraci", en 1972. A pesar del éxito del sencillo, Geraci nunca publicó otro álbum con Climax y el grupo se disolvió en 1975. Un segundo álbum de material estuvo a punto de completarse, pero nunca se publicó.
En 1983, Geraci asumió el seudónimo de Peter Emmett para un proyecto de MCA llamado "The Peter Emmett Story". Pensado como un vehículo de regreso para Geraci, fue respaldado en el estudio por la banda de Donnie Iris, The Cruisers.  
Una banda llamada North Coast, que aparece en la portada del álbum, se formó después de la grabación con The Cruisers.  La banda dio conciertos en la zona de Cleveland/Akron antes de disolverse unos años después. 
En 2002, sustituyó a su amigo Rob Grill como vocalista principal de The Grass Roots y se convirtió en miembro honorario de la banda.
Tras 25 años alejado de la industria musical, Geraci volvió a actuar y en 2007 realizó una gira bajo el nombre de "Sonny Geraci and The Outsiders".  
En abril de 2012, Geraci sufrió un aneurisma cerebral (concretamente, una malformación arteriovenosa cerebral), que requirió cuidados intensivos.
Del 15 al 16 de noviembre de 2013, se celebró un concierto benéfico para Geraci en el Z-Plex de Stringz 'N Wingz en Streetsboro, Ohio. En el concierto benéfico participaron varios músicos y grupos, entre ellos The Rip Chords, Dennis Tufano, Gary Lewis, Frank Stallone, Gary DeCarlo, Joey Molland, Terry Sylvester, Billy Joe Royal, Ron Dante, Pat Upton, Jim Gold, The Shadows of Knight, The Michael Weber Show, Johnny Farina, The Vogues, y la 1910 Fruitgum Company.
Geraci murió el 5 de febrero de 2017, a la edad de 70 años. Fue enterrado en el Cementerio de Knollwood en Mayfield Heights, Ohio.